# Lévai Oszkár
Lévai Oszkár, 1904-ig Lerner (Jászberény, 1890. január 1. – Budapest, 1920. szeptember 9.) kerületi munkásbiztosító pénztári fogalmazó, politikus, a Magyarországi Tanácsköztársaság idején vörösőr-parancsnok.

## Élete
Lerner Jakab (1839–1922) kiskereskedő és Reiner Borbála (1845–1911) gyermekeként született Jászberényben, izraelita vallású. Testvére volt Lévai Miklós és Lévai Sándor. Jászberényben járt középiskolába, itteni érettségi vizsgáját követően az Országos Munkásbiztosító Pénztár fogalmazója lett, és belépett az MSZDP-be. Egy ideig jogot hallgatott, az első világháborúban tartalékos tisztként vett részt, az olasz fronton harcolt, ám nem megfelelő egészségi állapota miatt 1918-ban leszerelték. Ezután Közalkalmazottak Szakszervezetének főtitkáraként működött, az őszirózsás forradalom idején pedig novembertől kezdve a Budapesti Munkástanács tagja volt. Belépett a KMP-be, ekkoriban rendszeresen agitált. A kommün idején beállt a Vörös Hadseregbe, és több, az ország keleti részén lévő város parancsnokaként tevékenykedett. Ilyen minőségben legtöbbször Cegléd városában volt, júniusban a Duna-Tisza közén kitörő ellenforradalmak idején Kiskőröst irányította, és részt vett a lázadások (pl. devecseri) leverésében. A kiskőrösi ellenforradalom leverése után 1919. június 23-án érkezett meg a városba. Braun Mórral és Gábor Károllyal forradalmi törvényszéket alakított, és három embert, Spang József főhadnagyot, az „ellenforradalom” idején Kiskőrös városparancsnokát, Szenohradszky Pált és Kutyifa Jánost halálraítéltek. Júliusban újra szakszervezetben működött, 1919. július 29-én Szolnokra küldték ki, kormányzótanácsi biztosként.
A vörös uralom bukása (1919. augusztus 1.) után 1919. augusztus 11-én délelőtt 9 órakor Budapesten letartóztatták. Egyes források szerint a kommün összeomlását követően Bécsbe emigrált, ám a KMP megbízásából visszatért Magyarországra, ekkor tartóztatták le. Más források szerint Magyarországon maradt illegális pártmunkára, ekkor fogták le. Egy augusztus 19-én kelt rendelet alapján vizsgálati fogságba helyezték, egészen november 18-ig. A Békésmegyei Közlöny így írt ügyéről: „Lévai Oszkár három gyilkosságban szerepel, mint felbujtó, 22 rablásban, mint tettes 26 esetben személyes szabadság megsértésének vétsége cimén és végül izgatás bűntettében emeltek ellene vádat.” A Budapesti Királyi Büntetőtörvényszék 1920. május 25-én halálra ítélte. Október első napján szállították a Margit körúti fogházba, és annak ellenére, hogy több szervezet is közbenjárt érdekében, a kőbányai Gyűjtőfogház udvarán, miután Horthy Miklós kormányzó kegyelmi kérelmét visszautasította, szeptember 9-én délelőtt fél 11-kor kivégezték. Utolsó szavai: „Éljen a proletariátus forradalmi diktatúrája”. A Kerepesi temetőben temették el.
Haláláról a Proletár c. lap számolt be 1920. szeptember 23-i számában (Katz Lipót: Lévai Oszkár), személyével október 7-i számban is foglalkoztak (Hogyan halt mártírhalált Lévai Oszkár?).
Budapesten, a VIII. kerületben utca viselte nevét (ma Fecske utca).